# Jacques Meertens
Jacques Meertens (16 april 1948) is een Nederlands klarinettist. Hij was van 1990 tot 2013 soloklarinettist van het Koninklijk Concertgebouw Orkest. Hij speelt op een klarinet met het Duitse reform-Böhmsysteem.